# Dekanat oziorski
Dekanat oziorski – jeden z 48 dekanatów eparchii moskiewskiej obwodowej Rosyjskiego Kościoła Prawosławnego. Obejmuje cerkwie położone w rejonie oziorskim obwodu moskiewskiego. Funkcjonuje w nim cerkiew parafialna miejska, siedem cerkwi parafialnych wiejskich, pięć cerkwi filialnych i cerkiew szpitalna.
Funkcję dziekana pełni ks. Jewgienij Koczetkow.

## Cerkwie w dekanacie[1]
- Cerkiew Zaśnięcia Matki Bożej w Biełych Kołodiezach

Cerkiew św. Dymitra Sołuńskiego w Biełych Kołodiezach
- Cerkiew Przemienienia Pańskiego w Bojarkinie

Cerkiew Świętej Trójcy w Bojarkinie
Cerkiew Wszystkich Świętych w Bojarkinie
- Cerkiew św. Sergiusza z Radoneża w Gorach

Cerkiew św. Serafina z Sarowa w Gorach
- Cerkiew Narodzenia Matki Bożej w Kliszynie
- Cerkiew św. Mikołaja w Komariewie
- Cerkiew Trójcy Świętej w Oziorach

Cerkiew Wszystkich Świętych w Oziorach
Cerkiew szpitalna św. Pantelejmona
- Cerkiew Wniebowstąpienia Pańskiego w Siennicach
- Cerkiew Opieki Matki Bożej w Sosnowce